# 南投堡
南投堡，是台灣中部自清治時期至日治初期的一個行政區劃，其範圍在今南投縣的南投市大部分地區、中寮鄉全部及名間鄉東北部。
南投堡北邊為北投堡，東北邊為埔社堡，東南邊為集集堡，西南邊為沙連下堡，西邊為武東堡，西北邊為貓羅堡。

## 管轄街庄
南投堡共轄25個街庄：
- 今南投市境內：南投街、牛運堀庄、三塊厝庄、茄苳腳庄、包尾庄、施厝坪庄、半山、林仔庄、小半山、草尾嶺庄、軍功藔庄、營盤口庄、內轆庄
- 今中寮鄉境內：中藔庄、八杞仙庄、後藔庄、鄉親藔庄、二重溪庄、分水藔庄、龍眼林庄
- 今名間鄉境內：番仔藔庄、下新厝庄、田仔庄、新街、大庄